# 美國遊戲公司
美國遊戲公司（U.S. Games Systems, Inc.）是由斯圖爾特·R·卡普蘭（Stuart R. Kaplan）在1968年創立。這是一間發行各類書籍、塔羅牌、神諭卡（oracle card decks）以及遊戲牌（playing cards）的美國企業。這家公司最著名的塔羅牌是韋特塔羅牌的發行與出版，還有出版塔羅多卷百科全書（the multi-volume Encyclopedia of Tarot）、飛龍收藏卡（Wyvern Collectable Card Game），以及巫師卡（Wizard card game）。

## 外部連結
- 官方网站